# Bat Pat
A Bat Pat 2016-tól 2017-ig futott olasz televíziós 2D-s számítógépes animációs sorozat, amelynek rendezője Niccoló Sacchi. Az írói Dan Danko és Tom K. Mason, a zeneszerzője Fabrizio Baldoni. A tévéfilmsorozat készítői a Atlantyca Entertainment és az Imira Entertainment. Műfaját tekintve kalandfilmsorozat és misztikus filmsorozat. Olaszországban 2016. december 7-étől a Rai Gulp vetíti, Magyarországon 2017. szeptember 27-étől a Kiwi TV mutatta be, 2023-ban az RTL is sugározza.
A történet Roberto Pavanello 2012 óta megjelenő könyvsorozatán alapul.

## Ismertető
A sorozat főhőse Bat Pat, aki egy lila színű denevér. A társaival sok veszéllyel járó és nagyon különös kalandot él át. Nagyon sok rejtélyes feladatot oldanak meg együtt közösen.

## Szereplők
| Szereplő      | Eredeti hang    | Magyar hang     | Leírás                                                          |
| ------------- | --------------- | --------------- | --------------------------------------------------------------- |
| Bat Pat       | Luca Bottale    | Fekete Zoltán   | A lila színű, bolondos, szeretnivaló denevér, a sorozat főhőse. |
| Rebeka Silver | Gea Riva        | Molnár Ilona    | A vörös hajú, kék szemű lány.                                   |
| Martin Silver | Deborah Morese  | Markovics Tamás | A sötétbarna hajú, zöld szemű, szemüveges fiú.                  |
| Leo Silver    | Loretta Di Pisa | Baráth István   | A szőkésvörös hajú, barna szemű, pocakos fiú.                   |

## Epizódok
1. A bajba került boszorkány (Boil, Bubble a Witch in Trouble)
2. Fej nélküli vendég (Headless House Guest)
3. Túlélni a trollok trollját (Survival of the Trolliest)
4. Holdvonyítás (Howl at the Moon)
5. Egy kényelmetlen helyzet (An Uncomfortable Situation)
6. A hölgy a tükörben (The Lady in the Mirror)
7. Haljeti (Something's Fishy)
8. Kalózkaland (Pirates Ahoy!)
9. Üvöltős mese (Wails of a Tale)
10. Kétballábas (Two Big Left Feet)
11. A nagy bűz (A Big Stink)
12. Vigyázz a szörnnyel! (Eye of the Beholder)
13. Szerelem első ijedésre (Love at First Fright)
14. A félős szellem (Such a Fright)
15. Vízi az ágy alatt (Thing Under the Bed)
16. A kosármeccs (Monster Jam)
17. Kicsi a törpe de erős (There's no Place Like Gnome)
18. Hogyan neveld a sárkányodat (How to Restrain your Dragon)
19. A szivárvány fölött (Over the Rainbow)
20. Az óceán hangja (Ocean's Roar)
21. Csontig hatoló hideg (Frozen to the Bones)
22. Cuki kutyus (Puppy Love)
23. Fogas kérdés (Tooth or Consequences)
24. Két fej duplán fáj (Two Heads Aren't Better)
25. Ez az én formám (Just my Luck)
26. Kélek ne kívánj semmit! (Please Don't Make a Wish)
27. A szellembicikli (Ghost of a Chace)
28. Az átok (Sealed with a Curse)
29. Az álom (Dream a Little Dream)
30. Fogatlan terror (Toothless Terror)
31. Kísértetprobléma (A Hauting Problem)
32. Holdkóros (Moonstruck)
33. Süti morzsák (Cookie Crumbles)
34. Mókamester (Nothing to Laugh at)
35. Csúszós misszió (Slip, Slide and Away)
36. Rómeó és Zombia (Romeo and Zombiet)
37. Macigondok (Unbearable)
38. Martin, a kiválasztott (The Chosen Martin)
39. A bál (Having a Ball)
40. A majmok királynője (Queen of the Monkey)
41. Denevérbarátok (Bff-Bat Friends Forever)
42. A rejtélyes madár (Roc of Ages)
43. A bűz (Footloose)
44. Csak a desszert (Just Desserts)
45. A Voodoo baba (The Voodoo That you Do)
46. Cicagaliba (Kitty Cat Caper)
47. A kopogó szellem (Scared Stiff)
48. Manógondok (Be your Elf)
49. A főzőverseny (What's Cooking)
50. Fújni vagy nem fújni (Blown Away)
51. Kísértetbuli (A Haunting Celebration)
52. Kettős látás (Seeing Double)